# Mike Dignam
Mike Dignam (ur. w 1990 w Preston) – brytyjski wokalista, gitarzysta i autor tekstów.

## Kariera muzyczna
W wieku 18 lat wokalista został laureatem narodowego konkursu dla młodych muzyków. Wkrótce potem nagrał materiał na album World Of Our Own, wydany niezależnie 16 czerwca 2010 roku i dostępny wyłącznie na stronie internetowej zespołu muzyka. Na początku swojej kariery występował jako support przed koncertami Gabrielle Aplin, JP Coopera, Lewisa Watsona, Jamesa Arthura oraz zespołów Lawson i American Authors. 7 października 2012 roku wydał swój minialbum Paint, dostępny w sprzedaży między innymi na iTunes.
W 2013 roku muzyk opublikował swoje kolejne minialbumy Young oraz Live. Love. Sing., zaś rok później It Was Written.
Wystąpił podczas festiwali Rock in the Park oraz Rockness. Jako autor tekstów pracował dla Janet Devlin, napisał również tekst do notowanego na 67. miejscu w zestawieniu UK Singles Chart singla „Where Were You” zespołu The Mend. 16 października 2015 roku nakładem wytwórni płytowej LAB Records wydał swój pierwszy oficjalny, długogrający album Fight to Forgive. Album promowały wydane jeszcze przed jego premierą single „Addict” oraz „Save Way Out”.

## Dyskografia
| Albumy studyjne - 2010: World Of Our Own - 2015: Fight to Forgive Single - 2015: „Addict” - 2015: „Save Way Out” |  | Minialbumy - 2012: Paint - 2013: Young - 2013: Live. Love. Sing. - 2014: It Was Written |